# حصار غايتا (1860)
كان حصار غايتا الحدث الختامي للحرب بين مملكة سردينيا (بمساعدة الفيلق المجري في إيطاليا) و مملكة الصقليتين. بدأ الحصار يوم 5 نوفمبر 1860 و انتهى في 13 فبراير 1861 حيث جرى في جايتا، في جنوب لاتسيو اليوم (إيطاليا).